# Shakin' Stevens
Pour les articles homonymes, voir Michael Barratt, Barratt et Stevens.
Shakin' Stevens est le nom de scène de Michael Barratt, un chanteur gallois spécialisé dans le rockabilly, et le rock 'n' roll, né le 4 mars 1948 à Cardiff.

## Carrière
Michael Barratt se fait appeler Shakin' Stevens depuis qu'un de ses amis, Steven Vanderwalker, se nommait lui-même ainsi. Michael s'est dit : « c'est un nom que l'on n'oublie pas » et a emprunté le pseudonyme pour son groupe The Sunsets.
Shakin' Stevens a été le chanteur de groupe The Sunsets qu'il a formé en 1969 avec l'aide du vocaliste Paul Barrett et du saxophoniste Paul Dohan. Il se spécialise dans le rockabilly et le rock 'n' roll dans la grande tradition Memphis-Nashville. Il enregistre son premier album en 1970 produit par Dave Edmunds. Il chante des reprises de Lights out et I hear you knocking dont Edmunds lui-même en fera un no 1 en novembre. Shakin' Stevens & Sunsets tournent en Europe et survivent aux années 1970 grâce aux concerts très populaires aux Pays-Bas et d'émissions TV. En décembre 1977 Shakin' joue le rôle d'Elvis dans la comédie musicale Elvis à Londres, puis apparaît régulièrement dans le show TV Let's Rock. Ensuite, il  chante dans la série télévisée Oh Boy avec Lulu, Joe Brown, Alvin Stardust et le groupe Fumble. Le single Marie Marie des Blasters en 1981 entre au top 20 au Royaume-Uni et sera ainsi son premier grand succès. Il reprend ensuite des titres rock obscurs qui s'avéreront payants, notamment This ole house (version originale  par Stuart Hamblen)  qui sera classé no 1 en 1981 au Royaume-Uni ou Green door (reprise de Jim Lowe en 1956) en 1982. Shaky sera classé parmi les meilleures ventes d'albums au cours de l'année 1981.
Très apprécié au Royaume-Uni, il a classé 15 singles dans le TOP 10 UK, dont 4 numéro 1 (This Ole House, Green Door, Oh Julie, Merry Christmas Everyone) , 5 albums dans le TOP 10 UK dont 1 numéro 1 (Shaky).
Shakin' Stevens est toujours actif et a effectué une tournée au Royaume-Uni en Mars 2019.

## Discographie

### Albums studio
- 1978 - Shakin' Stevens
- 1979 - Take One
- 1980 - Marie Marie
- 1981 - Shaky
- 1982 - Give Me Your Heart Tonight
- 1983 - The Bop Won't Stop
- 1985 - Lipstick Powder and Paint
- 1987 - Let's Boogie (5 titres studio + "The Hits Keep Coming..." medley Live de 24 min enregistré au London Palladium le 7/12/1986)
- 1990 - There's Two Kinds of Music... Rock'n'Roll!
- 1991 - Merry Christmas Everyone
- 2006 - Now Listen
- 2016 - Echoes Of Our Times
- 2023 - Re-Set

### Compilations sélectives & Live
- 1982 - The Early Days (Shakin' Stevens and the Sunsets)
- 1984 - Greatest Hits Volume 1
- 1988 - A Whole Lotta Shaky
- 1990 - The Hits of Shakin' Stevens
- 2003 - Hits and More! (Coffret 3CD)
- 2020 - Fire in the Blood: The definitive Collection (Coffret 19CD inclus tous ces albums studio + raretés, versions alternatives, face B, Live et 2 inédits "I Need You Now" et "Wild at Heart")